# Alexis Louis Trinquet
Pour les articles homonymes, voir Trinquet.
Alexis Louis Trinquet, né à Valenciennes (Nord) le 6 août 1835 et mort le 11 avril 1882 à Paris (XIe arrondissement), est une personnalité de la Commune de Paris.

## Biographie
Ouvrier cordonnier, il se fixe à Paris vers 1850. En 1866, il participe à la création d'une société coopérative L'Économie ouvrière. En 1869, il fait campagne pour l'élection d'Henri Rochefort au Corps législatif. En mars 1870, il est condamné à six mois de prison pour cris séditieux et port d'armes.
Il est libéré par la proclamation de la République le 4 septembre 1870. Pendant le siège de Paris par les Allemands (septembre 1870-mars 1871), il s'engage dans la Garde nationale. Aux élections complémentaires du 16 avril 1871, il est élu au Conseil de la Commune par le XXe arrondissement ; il siège à la commission de la Sûreté générale. Il vote pour la création du Comité de Salut public. Pendant la Semaine sanglante, il combat sur les barricades à Belleville. Arrêté, il est condamné aux travaux forcés à perpétuité par le conseil de Guerre. Il est envoyé au bagne en Nouvelle-Calédonie. Malade, il tente de s'évader sans succès et est puni par trois ans de double chaîne. En 1880, toujours au bagne, il est élu aux élections municipales de Paris, dans la circonscription bellevilloise de Léon Gambetta, comme candidat de l'amnistie. 
Il rentre après l'amnistie de septembre 1880. À sa mort, il était employé comme inspecteur à la préfecture de la Seine.

## Publication posthume
Dans l'enfer du bagne : Mémoires d'un transporté de la Commune, présenté par Bruno Fuligni, édité par les Éditions des Arènes en 2013, transcription complète du manuscrit d'Alexis Trinquet,  (ISBN 2352042283 et 9782352042280), 304 p.

### Notices biographiques
- Jules Clère, Les hommes de la Commune : Biographie complète de tous ses membres, Paris, Libraire-éditeur É. Dentu, 1871, xiv-195, 1 vol. in-18 (OCLC 457798492, lire en ligne sur Gallica), p. 162-163
  - Jules Clère, Les hommes de la Commune : Biographie complète de tous ses membres, Paris, Libraire-éditeur É. Dentu, 1871, 4e éd. (1re éd. 1871), vi-215, 1 vol. in-18 (lire en ligne sur Gallica), p. 179-180
- Paul Delion, Les membres de la Commune et du Comité central, Paris, A. Lemerre éditeur, août 1871, 446 p. (lire en ligne sur Gallica), p. 206-208
- Bernard Noël, Dictionnaire de la Commune, Coaraze, L'Amourier éditions, coll. « Bio », avril 2021 (1re éd. 1971), 722 p. (ISBN 978-2-36418-060-4, ISSN 2259-6976, présentation en ligne), p. 754-755
- « Notice Trinquet Alexis, Louis », sur maitron.fr, Le Maitron, dictionnaire bibliographique du mouvement ouvrier et du mouvement social, Association Les Amis du Maitron (consulté le 17 août 2021)